# 東山彰良 イッツ・オンリー・ロックンロール
『東山彰良 イッツ・オンリー・ロックンロール』（ひがしやまあきら イッツ・オンリー・ロックンロール）は2016年10月3日よりRKB毎日放送（RKBラジオ）他で放送されているトーク番組である。

## 番組概要
パーソナリティ2人がバブル世代の男性たちに影響を与えた文学・映画・音楽等を取り上げトークをするという番組。また、リスナーから小説やエッセイ等を募集し、批評するという企画も行っている。
2017年4月から九州・沖縄のJRN系列局にネットされる。

## 放送時間
すべてJST。RKBラジオは2016年10月、NBCラジオ佐賀は2017年10月、それ以外の放送局は2017年4月放送開始。
- RKBラジオ 月曜日 21:30 - 22:00（2021年3月29日〜[2]）
- NBCラジオ佐賀 月曜日 20:50 - 21:20（2017年10月2日〜）
- 長崎放送 月曜日 20:50 - 21:20（2017年4月3日〜）
- 熊本放送 月曜日 19:30- 20:00（2017年4月3日〜）

なお、RKBラジオにおいては月曜夜にRKBエキサイトホークスが放送される際は時間が変更になる。その他2017年9月16日放送分については、同日に福岡ソフトバンクホークスのパリーグ優勝特別番組が放送された影響で、9月19日21時からに放送日時が急きょ変更された。さらに同年11月4日の放送分も、同日にホークスの日本シリーズ優勝記念特番が放送されたため、11月7日21時17分からに放送日時が変更されている。

### 過去の放送時間
RKBラジオに関する情報のみ掲載。
- 月曜日 20:00 - 20:45（2016年10月3日〜2017年3月27日）
- 土曜日 22:00 - 22:30（2017年4月8日〜2018年3月31日)
- 月曜日 20:30 - 21:00（2018年4月2日[5]〜2019年3月25日）
- 月曜日 21:00 - 21:30（2019年4月1日〜2021年3月22日)

### 過去のネット局
- 大分放送 月曜日 20:30 - 21:00（2017年4月3日〜2022年9月26日）
- 宮崎放送 土曜日 21:00 - 21:30（2017年4月8日〜2019年9月28日）
- 琉球放送 火曜日 23:30 - 24:00（2017年4月4日〜2018年9月25日）
- 南日本放送土曜日20:30-21:00(2017年4月8日~2019年9月28日)

## パーソナリティ
- 東山彰良
- 山本真理子

なお、この番組の開始から2017年3月までの間、山本は月曜日夜のRKBラジオだけで3つのレギュラー番組を持っていた（他2本は「吉田類の博多ほろ酔い日記」と「夜の人格」）。

## コーナー
- 東山ディアブロ文学塾
- ディアブロ読書会

2018年11月12日放送の「ディアブロ文学塾」では、山本が人生で初めて書いた小説が紹介された。

## イベント
- 2018年4月21日、六本松421内にある六本松 蔦屋書店にて公開録音を実施。ゲストは二胡奏者の里地帰[7]。

## スポンサー

### 現在
- トータル・メディカルサービス

### 過去
- 福岡西鉄タクシー
- トリゼンフーズ